# Шлейер, Иоганн Мартин
Ио́ганн Ма́ртин Шле́йер (нем. Johann Martin Schleyer, 18 июля 1831, Оберлауда, в настоящее время Лауда-Кёнигсхофен — 16 августа 1912, Констанц) — немецкий католический священник, создатель языка волапюк.

## Биография
Иоганн Мартин Шлейер был посвящён в сан в 1856 году, после чего служил в различных католических приходах.
В период Культуркампф провёл четыре месяца в тюрьме (1875). В 1870-е годы издавал литературно-религиозный журнал Арфа Сиона. В 1879 году опубликовал в нём первую статью о волапюке «Проект всемирного языка и всемирной грамматики для образованных людей всех наций Земли», в 1880 году выпустил учебник «Волапюк, всемирный язык». В 1894 году назначен папским прелатом.
С 2001 года идёт международный процесс беатификации Мартина Шлейера.